# Teicellos
Teiciellos (Teicellos en fala y oficialmente) es una casería perteneciente a la parroquia de Serandinas, del concejo asturiano de Boal, en España.
Cuenta con una población de 2 habitantes (INE, 2013), y se encuentra a unos 140 m de altura sobre el nivel del mar, en la margen izquierda del río Navia. Dista unos 7,5 km de la capital del concejo, tomando la carretera local BO-1 y desviándose a la izquierda por una pista asfaltada tras pasar Villanueva.